# Преследование Диармайда и Грайне
Пресле́дование Диармайда и Гра́йне (ирл. Tóraigheacht Dhiarmada agus Ghráinne или ирл. Tóraíocht Dhiarmada agus Gráinne, англ. The Pursuit of Diarmuid and Gráinne) — ирландский миф из цикла фениев, существующий в различных вариантах, на основании которого было сделано танцевальное шоу Dancing on Dangerous Ground. Существует в списках не старше XVII века, однако содержит и более древние части, относящиеся к X веку.
Грайне, дочь Кормака, сына Арта, сына Конна Ста Битв, жена Финна Мак Кумала (гораздо более старого человека, чем она сама, сосватанного ей Оссианом), влюбилась на свадебном пиру в Диармайда, фения из дружины Финна, и накладывает на него гейс — забрать её. Они бегут вместе прямо со свадебного пира, так как Грайне вином усыпляет дружину (и даже обходят гейс Диармайда не проходить сквозь заколдованные двери), но в итоге, после долгих странствий, составляющих основную часть легенды, оказываются настигнуты. По версии танцевального шоу, Финн убивает Диармайда. По основной версии легенды он безнадёжно проигрывает борьбу и предлагает мир, однако в стариковском сердце затаилась жажда мести. Вскоре на охоте Диармайд оказывается смертельно ранен о щетину дикого вепря (по одному из уточнений — от того, что он дважды, по щетине и против щетины, прошёлся голыми ступнями по его шкуре; по другой легенде вепрь вспарывает Диармайду живот). Финн может спасти Диармайда, так как он владеет даром исцеления, и должен лишь принести воды в ладонях, но, помня об измене, Финн трижды позволяет воде вытечь между пальцев. По одним версиям, Финн и Грайне в итоге мирятся, по другим — Грайне оплакивает Диармайда до конца жизни.
Данный миф многими исследователями считается прообразом легенды о Тристане и Изольде. Сюжет также широко представлен в устных народных шотландских преданиях, где Диармайд зовётся Дирмедом, а Грайне — Грэн.

## В современной культуре
- В серии Fate Диармайд является одним из призванных для служения магам духов героев класса «Лансер» и «Сэйбер».
- В кинофильме Стремление (Pursuit)[англ.] 2015 года легенда пересказана в форме современного гангстерского триллера.